# Lądek-Zdrój
Lądek-Zdrój (niem. Landeck, od 1935 r. Bad Landeck, cz. Landek) – miasto w Polsce położone w województwie dolnośląskim, w powiecie kłodzkim, siedziba gminy miejsko-wiejskiej Lądek-Zdrój. Położone w Sudetach Wschodnich, w dolinie rzeki Białej Lądeckiej.
Według danych Głównego Urzędu Statystycznego z 1 stycznia 2024 r. miasto miało 4946 mieszkańców (567. miejsce w Polsce).

## Położenie
Lądek-Zdrój położony jest na wysokości od 440 do 500 m n.p.m. Teren miasta jest zaliczany do mezoregionu Góry Złote. Położone jest pomiędzy pasmem Gór Złotych a Krowiarek w dolinie rzeki Białej Lądeckiej, 25 km na południowy wschód od Kłodzka. Według danych z 1 stycznia 2024 r. powierzchnia miasta wynosiła 20,32 km² (295. miejsce w kraju).
W latach 1975–1998 miasto administracyjnie należało do województwa wałbrzyskiego.

## Symbole miasta

### Herb Lądka-Zdroju
Głównym symbolem gminy jest jej herb. Obecny został ustanowiony 27 lipca 2015 roku. Zastąpił on herb obowiązujący od 1989 roku, który przedstawiał kłody z dawnego herbu Hrabstwa Kłodzkiego oraz inicjał „L”. Herb przyjęty w 2015 przedstawia czeskiego lwa, motyw ten zaczerpnięty został z najstarszych pieczęci miejskich Lądka-Zdroju. Godło z kłodami i „L” było miastu przypisane błędnie, należało w rzeczywistości do sądu w Lądku-Zdroju.

### Flaga Lądka-Zdroju
Flaga miejska Lądka-Zdroju została ustanowiona 27 lipca 2015 roku i przedstawia na czerwonym płacie godło herbowe miasta oraz wąski żółty pas u dołu. Flaga zastąpiła wcześniej używaną, która przedstawiała stylizowane bijące źródło na tle kłodzkich skosów.

### Hejnał Lądka-Zdroju
Hejnałem Lądka-Zdroju jest utwór zatytułowany Hejnał Lądka-Zdroju, autorstwa Grzegorza Helcyka. Powstał on w 2004 roku i został ustanowiony przez Radę Miejską w wyniku konkursu. Został wybrany spośród czterech propozycji.

### Patron Lądka-Zdroju
Patronem Lądka-Zdroju w drodze konkursu z 2004 roku został wybrany św. Jerzy. Propozycja ta została zgłoszona poza trybem konkursowym przez radnego Lechosława Siarkiewicza, miłośnika historii regionalnej. Wybór św. Jerzego wiązał się z tym, iż jest on patronem najstarszego zdroju w mieście.

## Historia

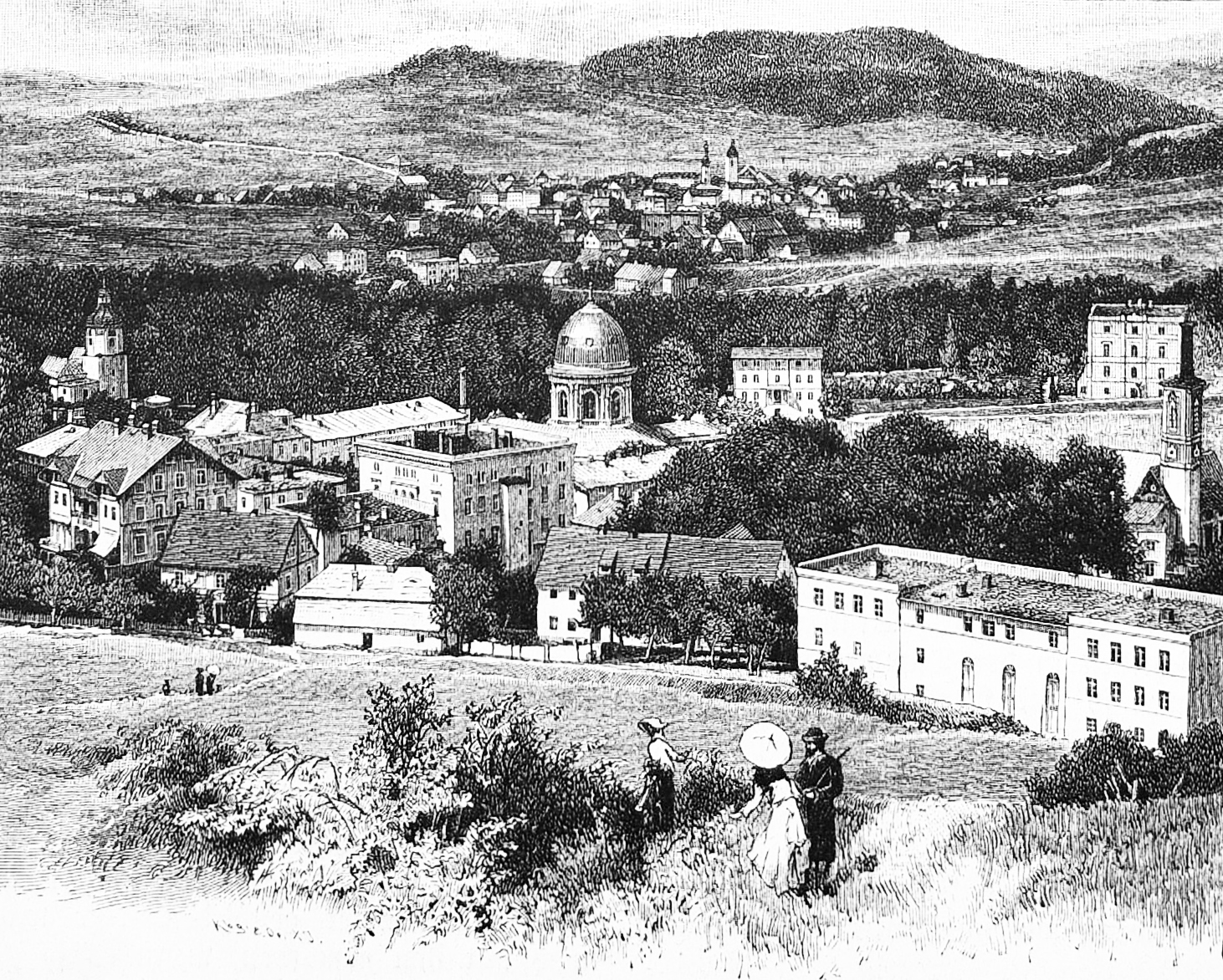
Lądek-Zdrój w XIX w.

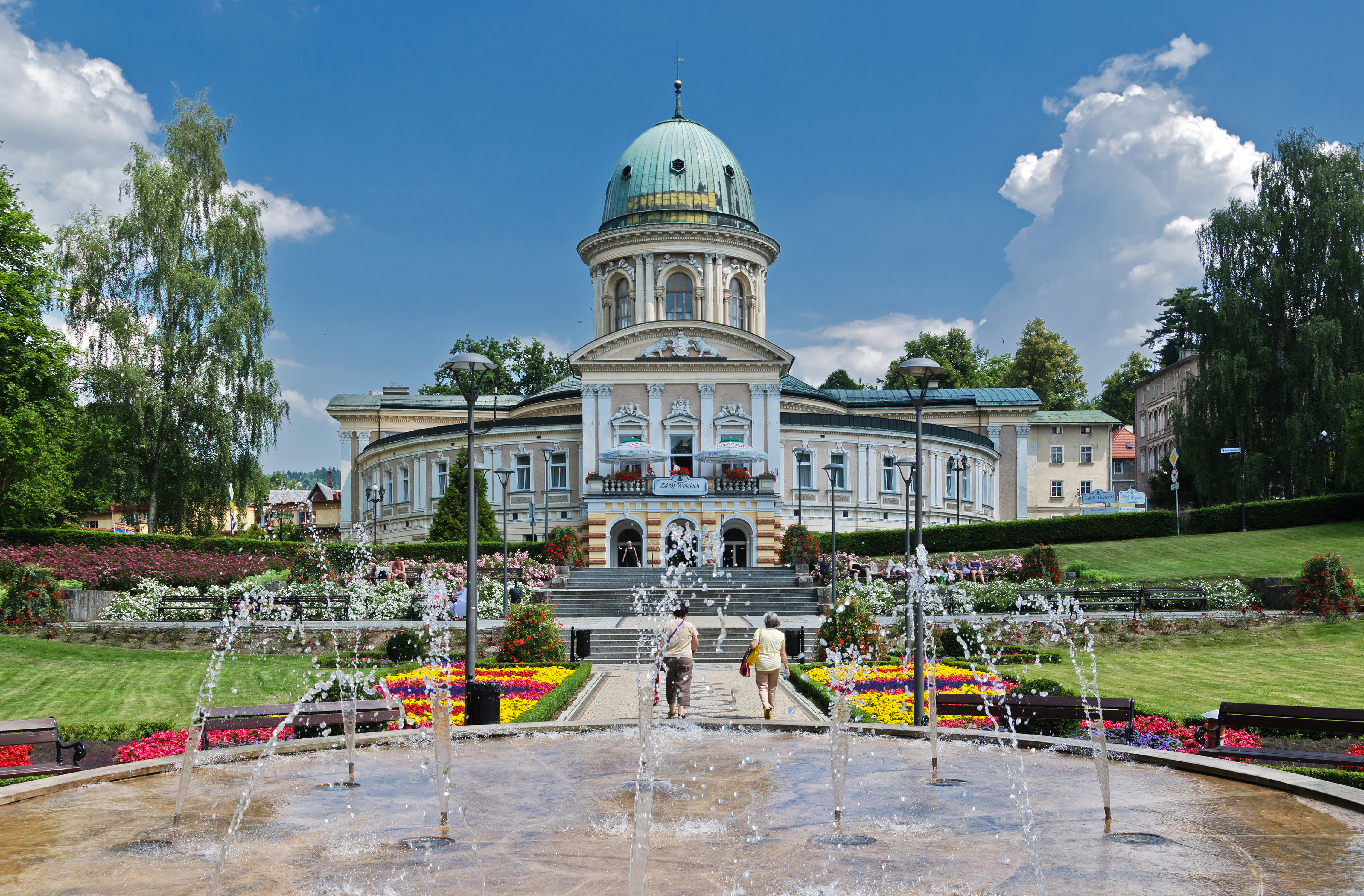
Zakład przyrodoleczniczy „Wojciech” z 1678

Prawa miejskie uzyskał w 1282 roku z nadania księcia wrocławskiego Henryka IV Probusa. Jest jednym z najbardziej znanych oraz najstarszych uzdrowisk – jako uzdrowisko był znany już pod koniec XV w. Uważany jest za najstarsze uzdrowisko na dzisiejszym terytorium Polski, gdyż według źródeł historycznych w 1241 roku istniały tu urządzenia kąpielowe zniszczone przez Mongołów wracających z pola bitwy pod Legnicą. Najstarszy zakład przyrodoleczniczy Georgenbad (pol. Jerzy) z basenem zbudowanym na źródle o tej samej nazwie został wzniesiony w 1498 roku. W 1678 rozpoczęto budowę tzw. Nowego Zakładu, który był wzorowany na łaźniach tureckich (po licznych przebudowach m.in. w latach 1878–1880, 1936 i po 1945 powstał obecny zdrój Wojciech).
W połowie XIX wieku na terenie wschodniej części ziemi kłodzkiej (klucz stroński) działała księżna Marianna Orańska. Także Lądek wiele jej zawdzięcza, dzięki jej inicjatywie wybudowano drogę łączącą miasto z Kamieńcem i Ziębicami, Bolesławowem oraz morawskim Starym Mĕstem. Jej imieniem nazwano jeden ze zdrojów, obecna Dąbrówka. W 1829 odkryto nowe źródło, obecny Chrobry. W 1838 powstało inhalatorium, bardzo nowoczesne jak na ówczesne czasy.
Na fali przydawania uzdrowiskom predykatu Bad, 15 lutego 1935 r. zmieniono również i nazwę Landeck na Bad Landeck. Zmiana ta wynikała z promocji miasta i nie miała związku z germanizacją nazw przeprowadzoną również na ziemi kłodzkiej.
W czasie II wojny miasto nie odniosło żadnych strat. 9 maja 1945 r. zostało zajęte bez walk przez oddział zwiadowców Armii Czerwonej. Niemiecka administracja działała do 15 czerwca 1945 roku; ostatnim urzędującym niemieckim burmistrzem był dr Hänsch. Natomiast pierwszym polskim był Stanisław Latos, który rozpoczął urzędowanie 15 czerwca 1945 r. W budynku przy ulicy Orlej 4 umieściła się radziecka komendantura miasta.
Polscy osadnicy zaczęli napływać od sierpnia 1945 roku. Początkowo mieszkali razem z ludnością miejscową. W kwietniu oraz wrześniu 1946 roku przeprowadzono akcję przymusowego wysiedlenia niemieckich mieszkańców miasta. W tym samym roku wprowadzono urzędowo nazwę Lądek Zdrój, zastępując poprzednią niemiecką nazwę Bad Landeck.
W latach 1945–1953 oraz 1956–1991 działało sanatorium Armii Radzieckiej. W 1950 roku liczba mieszkańców zrównała się z przedwojenną liczbą mieszkańców miasta. Wśród mieszkańców przeważali przesiedleńcy zza nowo utworzonej granicy wschodniej (około 52%).
W 1948 r. pisarz śląski Zbyszko Bednorz został uhonorowany nagrodą „Tygodnika Powszechnego” za nowelę Decyzja, czyli rzecz o człowieku odzyskanym, której akcja dzieje się w pierwszych powojennych latach w Lądku-Zdroju.
Przejęcie przez państwo bogatej i nienaruszonej przez działania wojenne bazy uzdrowiskowej i wypoczynkowej pozwoliło na szybki powrót Lądka do czołówki polskich uzdrowisk i miejscowości wypoczynkowych. Istniały tu warunki do leczenia schorzeń reumatycznych, chorób skóry, naczyń krwionośnych, kobiecych, obwodowego układu nerwowego, a także stanów pourazowych i zatruć przemysłowych.
Pod koniec lat 60. FWP prowadził w Lądku w oparciu o przedwojenne pensjonaty i wille 10 ośrodków wypoczynkowych („Gliwiczanka”, „Górnik”, „Hel”, „Piękna”, „Placówka”, „Rybniczanka”, „San”, „Szarotka”, „Wrzos”, „Złocień”). W 35 budynkach (niektóre nie miały jeszcze ogrzewania i były czynne tylko w lecie!) dysponował łącznie ok. 1600 miejscami noclegowymi. W oparciu o nie prowadzono zwykłe wczasy pracownicze 14-dniowe, a także 21-dniowe wczasy lecznicze i 24-dniowe pobyty sanatoryjne. Ośrodki dysponowały świetlicami z telewizorami, bibliotekami, salami klubowymi. W mieście kuracjusze i wczasowicze mieli do dyspozycji 3 restauracje, 6 kawiarń, klubokawiarnię FWP z dancingiem, kino „Kapitol”, 2 sceny estradowe i muszlę koncertową. Działały korty tenisowe, boiska do siatkówki i koszykówki, kryta pływalnia i letni basen na wolnym powietrzu, a zimą prowadzona przez FWP wypożyczalnia sprzętu sportowego. Podkreślano szerokie możliwości wycieczek po okolicy, w tym także do znanej Jaskini Radochowskiej.
W okresie Polski Ludowej w Lądku odbywały się cykliczne Dni Muzyki Rosyjskiej i Radzieckiej.
We wrześniu 2024 miasto zostało dotknięte przez powódź, która spowodowała zniszczenie kilkudziesięciu budynków i pozbawiła ok. 100 osób dachu nad głową.

## Szybownictwo w Lądku-Zdroju
W okresie po I wojnie światowej w Niemczech, w tym na ziemi kłodzkiej, rozwijano szybownictwo. Powodem były ograniczenia rozwoju lotnictwa wojskowego narzucone Niemcom przez traktat wersalski oraz kryzys ekonomiczny. Szybownictwo pozwalało tanio i bez konfliktu z postanowieniami traktatowymi szkolić pilotów. Rozwijało się ono także spontanicznie, gdyż po wojnie do rezerwy trafiło wielu zdemobilizowanych pilotów oraz żołnierzy z personelu obsługi naziemnej lotnisk.
Jednym z pierwszych miejsc był ośrodek budowy szybowców i szybownictwa w Lądku-Zdroju w budynku Związku Strzeleckiego (Schützenhaus) przy ul. Widok (wówczas Reichensteinerstrasse, pol. Złotostocka). Działali tu m.in. stolarz Sterz, Oswald Rösner, Hans Wagner, Walter Gottschalk. Naciągi wykonywano własnoręcznie, później stosowano stalowe druty i liny. Pierwsze loty miały miejsce na wiosnę 1928 r. w pobliżu stacji kolejowej Stójków. W latach 1930–1933 zbudowano dwa szybowce: Der Alte Fritz i Bad Landeck.

## Demografia
Piramida wieku mieszkańców Lądka-Zdroju w 2014 roku.

## Zabytki

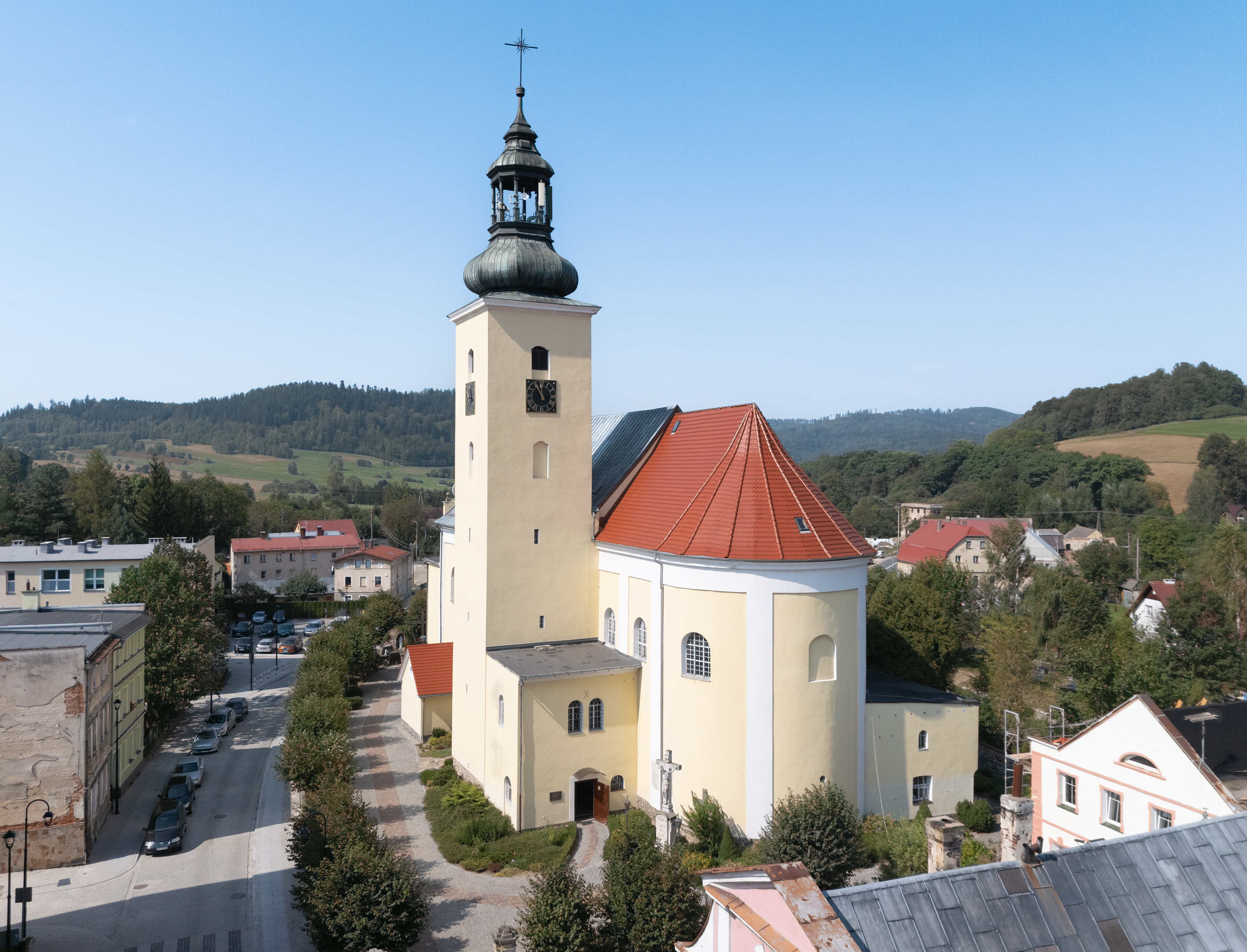
Kościół Narodzenia NMP

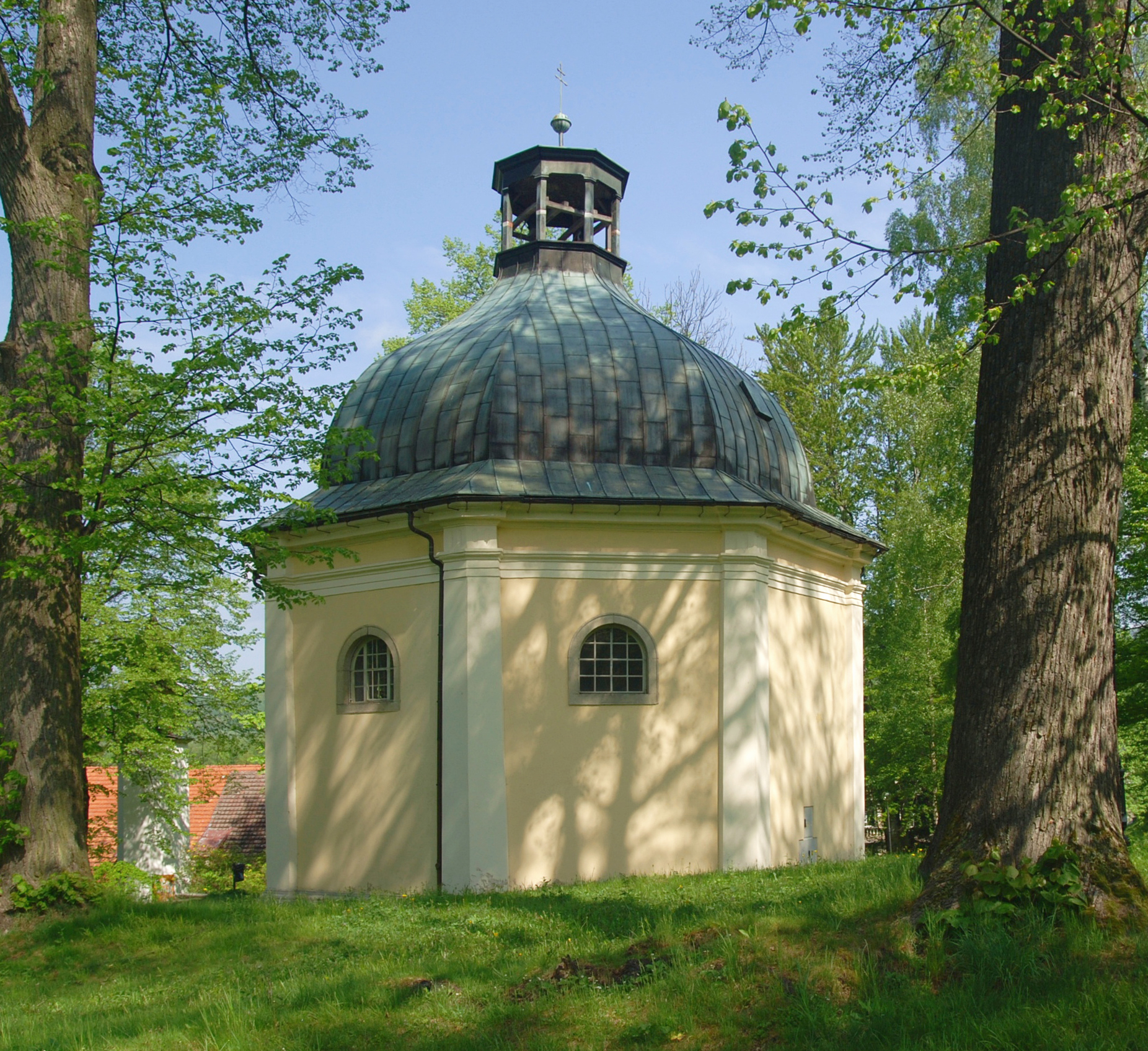
Kaplica św. Jerzego

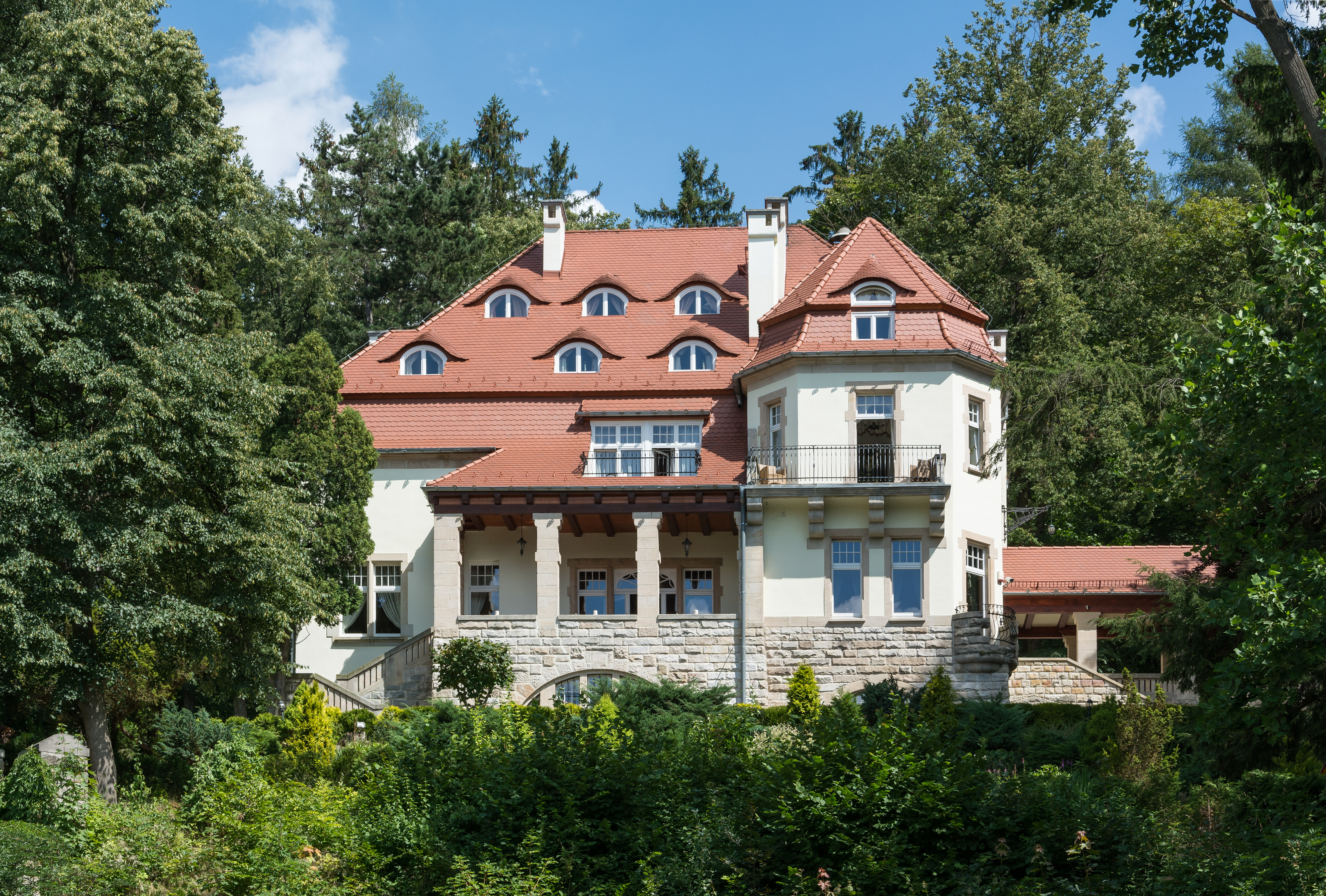
Rezydencja „Proharmonia”, dawna Villa Barbara z 1906 roku

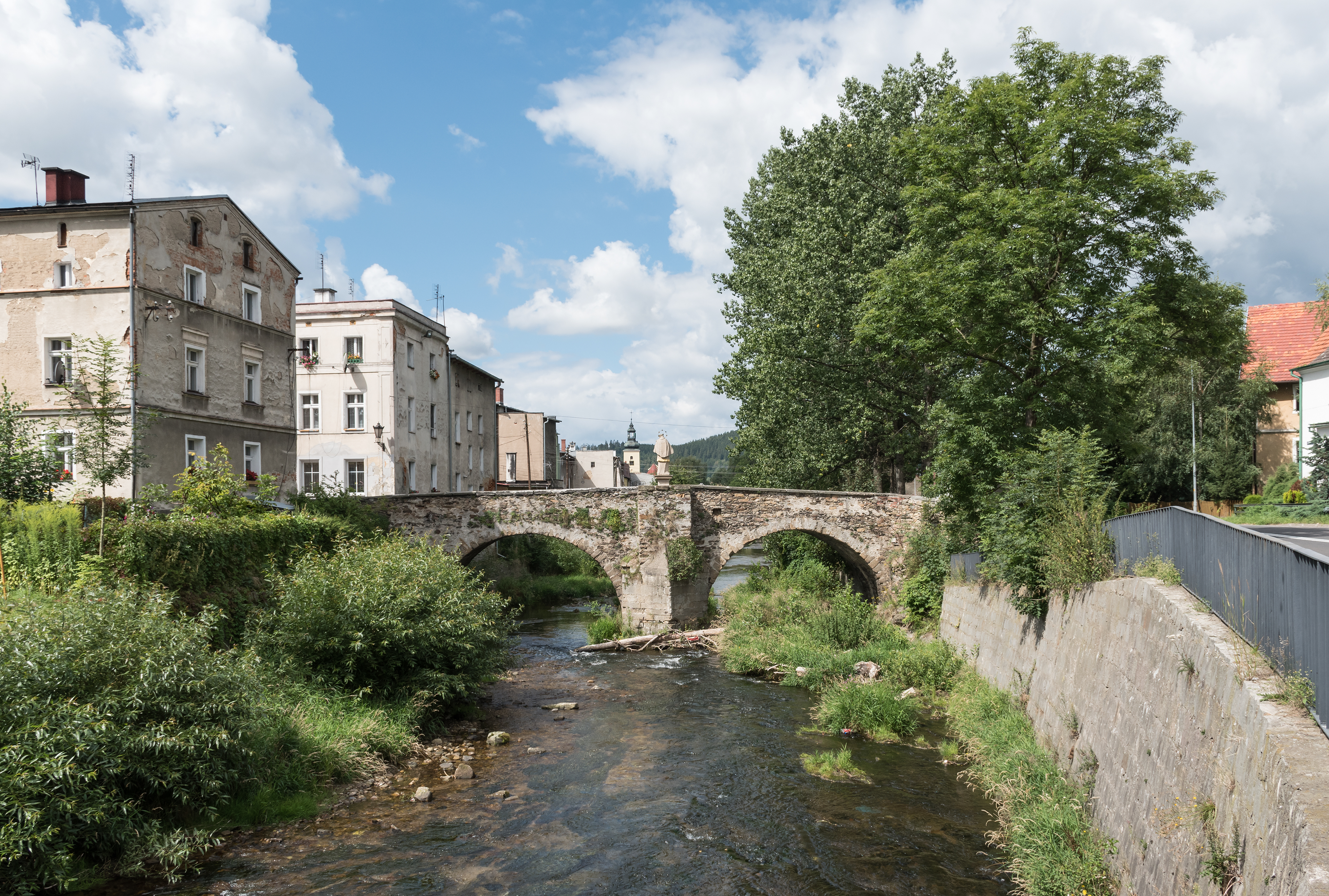
Gotycki most św. Jana

W wojewódzkim rejestrze zabytków na liście zabytków wpisane są obiekty:
- ośrodek historyczny miasta
- kościół parafialny Narodzenia NMP, barokowy z l. 1688–92 z rzeźbami Michaela Klahra
- kościół cmentarny pw. św. Rocha, ul. Śnieżna 10, z drugiej poł. XVII w.
- kaplica zdrojowa NMP „Na Pustkowiu”, ul. Lipowa 2, z 1679
- park centralny, z k. XVIII w.-XIX w.
- park Moniuszki, z pocz. XIX w.
- kaplica św. Jerzego z dzwonnicą, z 1658 r., pocz. XIX w.
- park 1000-lecia, z drugiej poł. XIX w.
- ratusz, neorenesansowy z l. 1537, 1739, 1872
- zespół budynków zdrojowych w parku zdrojowym:
  - pijalnia wód mineralnych, z 1842 r., 1905 r.
  - sala do spotkań towarzyskich (kawiarnia), ul. Orla, z l. 1782, 1852, 1900
  - muszla koncertowa, z 1905 r.
  - wieża zegarowa, z XIX w.
- zakład przyrodoleczniczy „Jerzy”, ul. Ostrowicza 1/2, z XVIII w.-XX w.
- zakład przyrodoleczniczy „Wojciech”, z 1678
- dom, ul. Kłodzka 3, 4, 6, 8, 10 z XVIII w.
- dom, ul. Kłodzka 8, z XIX w.
- dom, ul. Kościelna 16, z 1739 r., pocz. XX w.
- dom, ul. Kościelna 18, z 1800 r.
- pensjonat „Villa Barbara” obecnie Rezydencja Wellness „Proharmonia”, ul. Leśna 4, z 1906 r.
- willa, ul. Miła 3, z 1910 r.
- dom, ul. Pstrowskiego 1, z 1739 r., drugiej poł. XIX w.
- barokowe i renesansowe kamienice w Rynku:
  - domy, Rynek 1, 2, 3, 4, 5, 6, 7, 8, 9, 13 z XVIII w.
  - domy, Rynek 10, 14, 17, z XIX w.
  - domy, jedenaście budynków: Rynek 18–24, 26–29, z XVIII w., XIX w., XX w.
  - dom, Rynek 25, z XVII w., XIX w.
- dawna słodownia, ul. Słodowa 41 (d. Nowotki 1), z 1567 r., po 1920 r.
- willa, ul. Spacerowa 10, z 1860 r.
- Katolickie Seminarium Nauczycielskie, ob. centrum kultury, pl. Staromłyński 5, z 1886 r.
- dom, ul. Zamenhofa 5, z XIX w./XX w.
- dom, ul. Zdrojowa (d.1 Maja) 11, z poł. XVI w., XVIII w., pocz. XX w.
- most św. Jana na rz. Białej Lądeckiej, gotycki z figurą św. Jana Nepomucena z XVI w., XVIII w.

Inne:
- kościół ewangelicki (St. Salvatorkirche) w ruinie, ul. Zdrojowa
- pręgierz ze wsi Skrzynka, z drugiej poł. XVI w., pl. Rynek, zniszczony podczas Powodzi w 2024[23]
- pomnik Trójcy Świętej w Lądku-Zdroju dłuta Michaela Klahra, barokowy
- marmurowy pomnik księżnej Marianny Orańskiej z 1866 r.[24]

## Uzdrowisko

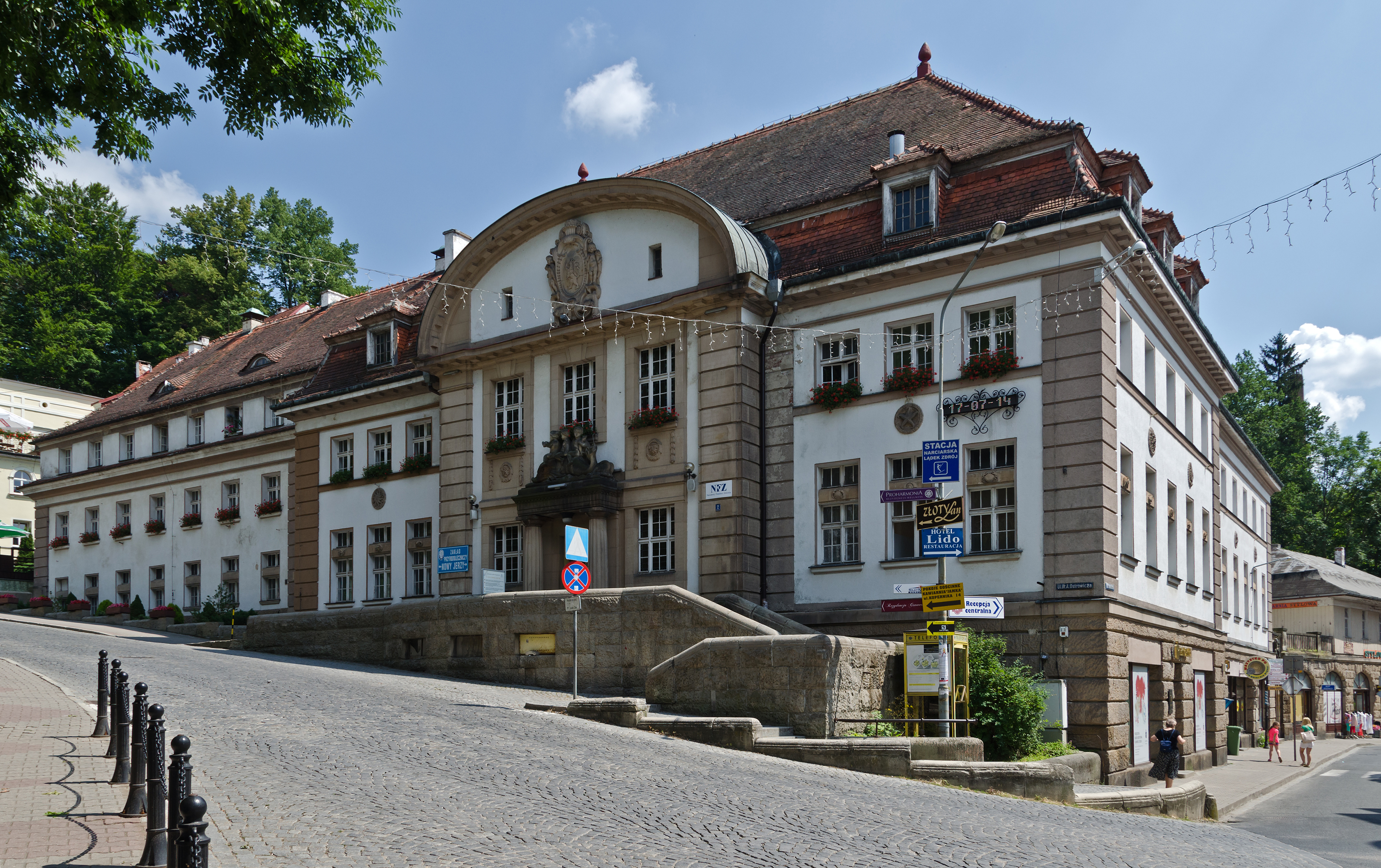
Zakład przyrodoleczniczy „Jerzy”

Występują tu radoczynne (zawierające radon) cieplice siarczkowe i fluorkowe. Przyjeżdżają tu przede wszystkim osoby z chorobami reumatycznymi, chorobami ortopedycznymi i chorobami neurologicznymi. Wody radonowe powodują wzrost poziomu hormonów płciowych. Najbardziej reprezentacyjnym sanatorium jest zakład przyrodoleczniczy „Wojciech” (dawny Marienbad). Wyróżnia się neobarokowymi zdobieniami, marmurowymi misami z ujęciami wód leczniczych. Zakład posiada również okrągły basen z wodą ze źródła termalnego, wokół którego rozmieszczone są marmurowe XIX-wieczne wanny do kąpieli perełkowych.
Podczas I wojny światowej lekarzem naczelnym sanatorium gruźliczego był Kazimierz Filip Wize (1873–1953) – lekarz psychiatra, filozof i filozof medycyny, mikrobiolog, lepidopterolog, poeta i tłumacz poezji, działacz społeczny.
W uzdrowisku leczyli się m.in. Goethe, cesarzowa Katarzyna II, cesarz Aleksander I, królowie pruscy, John Quincy Adams – późniejszy prezydent USA. 

## Atrakcje turystyczne

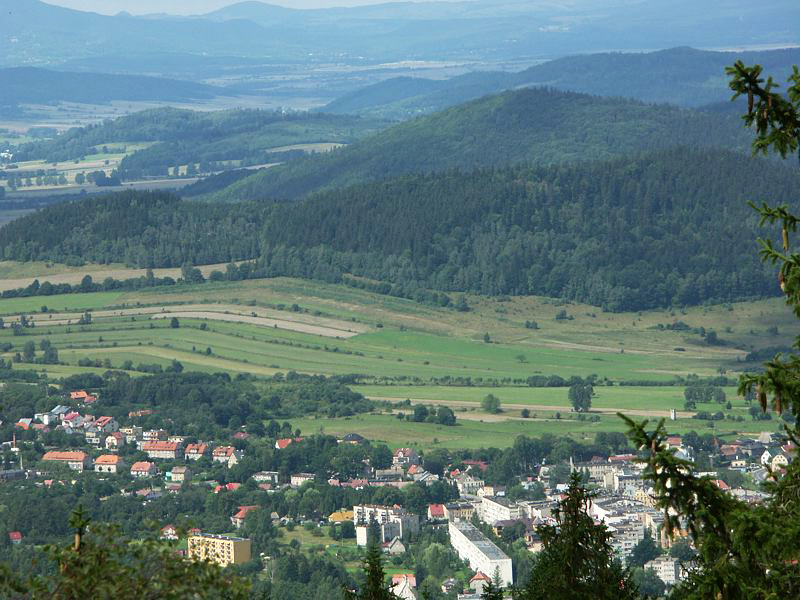
Panorama miejskiej części Lądka z Trojaka

- Arboretum – leśny ogród botaniczny
- Park Zdrojowy im. Jana Pawła II

### Okolice
- Ruiny średniowiecznego zamku Karpień oraz położony w lesie kościółek Matki Bożej od zagubionych
- Jaskinia Radochowska i kalwaria na szczycie Cierniaka w pobliżu Radochowa
- Stołowe Skały w pobliżu Stójkowa, atrakcyjne widokowo i dobre do uprawiania wspinaczki skałkowej
- Kilkunastometrowy krzyż na stoku Iglicznej z dobrą panoramą
- Skalna Brama, Skalny Mur, Trzy Baszty, Trojan – skupiska malowniczych skał na szczycie Trojaka z punktem widokowym
- Czarne Urwisko koło Lutyni – obszar Natura 2000 chroniący cenne ekosystemy

### Piesze szlaki turystyczne
- (Główny Szlak Sudecki) Świeradów-Zdrój • … • Czarna Góra • Przełęcz Puchaczówka • Pasiecznik • Przełęcz pod Chłopkiem • Kąty Bystrzyckie • Lądek-Zdrój • Przełęcz pod Konikiem • Orłowiec • Przełęcz Jaworowa • Przełęcz pod Trzeboniem • Złoty Stok • … • Prudnik
- (Szlak E3) Nowa Morawa • Przełęcz Sucha • Jawornik Kobyliczny • Przełęcz Dział • Stary Gierałtów • ruiny zamku Karpień • Trojak • Lądek-Zdrój • Radochów • Jaskinia Radochowska • Przełęcz Leszczynowa • Ptasznik • Przełęcz Kłodzka

## Kultura
Cykliczne imprezy:
- Diecezjalny Przegląd Piosenki Pielgrzymkowej na początku czerwca
- Lądeckie Lato Baletowe obecnie Międzynarodowy Festiwal Tańca im. Olgi Sawickiej na początku lipca
- Lądeckie Lato Muzyczne w lipcu i sierpniu
- Przegląd Filmów Górskich im. Andrzeja Zawady – najstarszy i największy festiwal filmów górskich w Polsce. Odbywa się co roku we wrześniu.

## Wspólnoty wyznaniowe

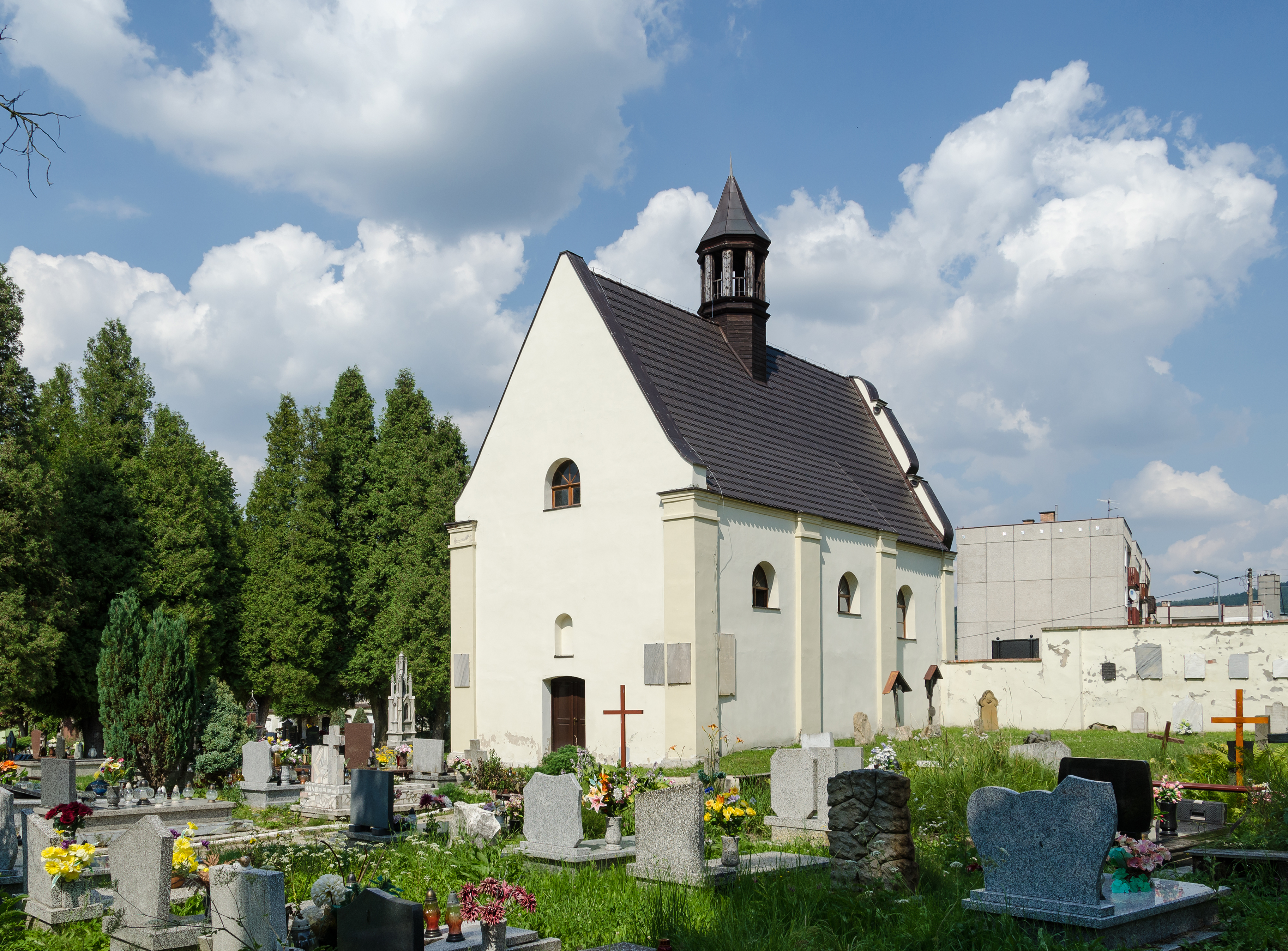
Kościół pomocniczy św. Rocha

- Kościół rzymskokatolicki:
  - Parafia Narodzenia NMP.
- Świadkowie Jehowy:
  - zbór Lądek-Zdrój[26]

## Współpraca międzynarodowa
Miasta partnerskie:
- Bad Schandau
- Bernartice
- Bílá Voda
- Goedereede
- Javorník
- Otmuchów
- Paczków
- Uhelná
- Vlčice
- Złoty Stok